# Bouvardia pungens
Bouvardia pungens är en måreväxtart som beskrevs av Attila L. Borhidi. Bouvardia pungens ingår i släktet Bouvardia och familjen måreväxter. Inga underarter finns listade i Catalogue of Life.